# Dudary (obwód grodzieński)
Dudary (biał. Дудары, Dudary; ros. Дудари, Dudari) – wieś na Białorusi, w obwodzie grodzieńskim, w rejonie lidzkim, w sielsowiecie Tarnowszczyzna.

## Historia
W XIX i w początkach XX w. położone były w Rosji, w guberni wileńskiej, w powiecie lidzkim.
W dwudziestoleciu międzywojennym leżały w Polsce, w województwie nowogródzkim, w powiecie lidzkim, w gminie Tarnowo/Białohruda. W 1921 miejscowość liczyła 96 mieszkańców, zamieszkałych w 18 budynkach, w tym 94 Polaków i 2 Białorusinów. 79 mieszkańców było wyznania prawosławnego i 17 rzymskokatolickiego.
Po II wojnie światowej w granicach Związku Sowieckiego. Od 1991 w niepodległej Białorusi.